# Lucius 2

Lucius 2 (Comúnmente llamado Lucius II) es un videojuego perteneciente al género de sigilo y horror de supervivencia, desarrollado por la empresa Shiver Games, en el año 2015. Famoso por ser la secuela del aclamado Lucius originalmente lanzado en 2012.

## Historia
Caminaba ileso a través de las ardientes ruinas. Había sobrevivido a la masacre que había puesto fin a sus raíces familiares. Se había quitado los débiles y había castigado a los malvados. Había mirado a través de sus almas y había encontrado a los verdaderos seres que estaban escondidos en estas. El libro de las revelaciones predice el nacimiento del niño que terminaría gobernando el mundo con garra de hierro. La primera parte de esta profecía se ha cumplido. Es hora de cumplir el resto .
Después de huir de la Mansión Dante, Lucius fue llevado al el Hospital St.Benedicto, al pabellón psiquiátrico. Los planes de los impíos no siempre son fáciles. Lucifer había decidido crear un pequeño desafío para su descendencia. Susurro una profecía a la oreja de su hijos, como Lucius. Que decide actuar de nuevo y recuperar sus poderes. (Historia proveniente de una traducción directa desde la página oficial).

## Recepción
Lucius II recibió críticas mixtas a negativas. Recibió un puntaje agregado de 53.33% basado en 3 revisiones en GameRankings y 48/100 basado en 10 revisiones enMetacritic.